# سام لوندهولم
سام لوندهولم (بالسويدية: Sam Lundholm)‏ (1 يوليو 1994 في السويد - ) هو لاعب كرة قدم سويدي في مركز الوسط. شارك مع منتخب السويد تحت 19 سنة لكرة القدم ومنتخب السويد تحت 21 سنة لكرة القدم. أما مع النوادي، فقد لعب مع أيك سولنا وإن إي سي نيميخن.

## وصلات خارجية
- سام لوندهولم على موقع اتحاد السويد (السويدية)
- سام لوندهولم على موقع قاعدة بيانات كرة القدم.إي يو (الإنجليزية)
- سام لوندهولم على موقع Soccerway.com (الإنجليزية)